# Saint-Laurent-le-Minier
Saint-Laurent-le-Minier település Franciaországban, Gard megyében. Lakosainak száma 371 fő (2022. január 1.). Saint-Laurent-le-Minier Montdardier, Pommiers, Saint-Bresson, Saint-Julien-de-la-Nef, Cazilhac és Gorniès községekkel határos.

## Népesség
A település népessége az elmúlt években az alábbi módon változott:
| Lakosok száma | 610  | 384  | 340  | 363  | 360  | 345  | 341  | 360  | 369  | 371  |
|               | 1968 | 1982 | 1990 | 2006 | 2013 | 2015 | 2017 | 2019 | 2020 | 2022 |